# 트랜스포터: 라스트 미션
트랜스포터: 라스트 미션(프랑스어: Le Transporteur 3, 영어: Transporter 3)은 2008년 개봉한 프랑스의 영화이다.

## 출연

### 주연
- 제이슨 스테이섬
- 나탈리아 루다코바

### 조연
- 프랑수와 벨레앙
- 로버트 네퍼
- 예로엔 크라베

## 기타
- 미술: 패트릭 듀랑드
- 의상: 올리비에 베리엇